# Emil Huunonen
Emil Huunonen, född 15 juli 1901 i S:t Johannes, Viborgs län, död 12 september 1959 i Helsingfors, var fackföreningsman och politiker. 
Huunonen, som ursprungligen var skådespelare, blev socialdemokratisk partifunktionär i Viborg 1933 och kom att verka inom fackföreningsrörelsen från 1938. Han var generalsekreterare i Finlands Fackföreningars Centralförbund (FFC) 1943–1946 och dess ordförande 1946–1949. Han tillhörde oppositionen mot Väinö Tanner och vapenbrödrasocialisterna, dock utan att visa något större engagemang i konflikten. Då kommunisterna 1946 erövrade majoriteten i valet till FFC:s förbundskongress, lyckades han att ogiltigförklara resultatet och utlysa nyval, i vilket socialdemokraterna segrade. Han var representerade socialdemokraterna i Finlands riksdag 1948–1954 samt var andra kommunikations- samt biträdande social- och folkförsörjningsminister 1949–1950, socialminister 1951 och andra social- och kommunikationsminister 1951–1953. Efter att ha lämnat riksdagen var han socialchef vid Outokumpu Oy från 1954.